# Desa Kebonagung (administrativ by i Indonesien, Jawa Tengah, lat -6,96, long 109,03)
Desa Kebonagung är en administrativ by i Indonesien.   Den ligger i provinsen Jawa Tengah, i den västra delen av landet, 250 km öster om huvudstaden Jakarta.